# 内海造船

内海造船株式会社（ないかいぞうせん）は、日本の造船メーカーである。社名は瀬戸内海を由来として「ないかいぞうせん」。

## 概要
- 1940年（昭和15年）10月 - 瀬戸田船渠株式会社として創業（本社所在地は神戸市）。
- 1944年（昭和19年）11月 - 中桐造船所、村上造船鉄工所と合併し、瀬戸田造船株式会社に商号変更。
- 1945年（昭和20年）3月 - 本社を神戸から瀬戸田へ移転。
- 1956年（昭和31年）9月 - 瀬戸田工場に2号ドック（7,500D/W）が完成。
- 1964年（昭和39年）3月 - 瀬戸田工場に3号ドック（6,500D/W）が完成。
- 1967年（昭和42年）5月 - 日立造船（現カナデビア）の系列会社となる。
- 1972年（昭和47年）10月 - 内海造船株式会社に商号変更。
- 1974年（昭和49年）11月 - 大阪証券取引所（2部）、広島証券取引所に株式上場。
- 1976年（昭和51年）
  - 3月 - 瀬戸田工場に1号ドック（60,000 D/W）が完成。
  - 4月 ‐ 資本金11億円に増資。
- 1992年（平成4年）5月 -「日産むさし丸」でシップ・オブ・ザ・イヤー1991（第2回）大賞を受賞。
- 1998年（平成11年）3月 - 瀬戸田工場がISO 9001認証を取得。
- 2000年（平成12年）3月 - 東京証券取引所2部に上場。
- 2001年（平成13年）12月 - 瀬戸田工場がISO 14001認証を取得。
- 2005年（平成17年）1月 - 株式会社ニチゾウIMCと合併し、因島工場を設置。
- 2006年（平成18年）
  - 8月 - 資本金を12億17万円に増資
  - 9月 - 因島工場で20年ぶりの進水式を開催。
- 2012年（平成24年）3月 - 修繕船事業を瀬戸田工場へ集約。
- 2018年（平成30年）5月 -「TRANS HARMONY 1」でシップ・オブ・ザ・イヤー2017（第28回）大型貨物船部門賞を受賞。
- 2024年（令和6年）2月 - 特許権侵害を巡る三菱造船との訴訟が和解したと発表。
- 2024年（令和6年）12月 - 初のLNG燃料フェリー「さんふらわあ かむい」が完成。
- 2025年（令和7年）4月 - 輸送艦「にほんばれ」を引渡し。